# استفتاء تعديل الدستور المصري 2011
تم عقد استفتاء على تعديلات في الدستور المصري في مصر يوم 19 مارس 2011، في أعقاب الثورة المصرية في 2011 التي أطاحت بالرئيس الأسبق حسني مبارك وقامت بحل الحزب الحاكم والبرلمان وتعليق العمل بدستور البلاد. وكان حوالى 18 مليون ناخب 41٪ من أصل 45 مليون ناخب مسجل قد أدلوا بأصواتهم في الاستفتاء، حيث صوت أكثر من 14 مليون ناخب (77٪) لصالح التعديلات الدستورية، في حين أن نحو 4 ملايين ناخب (23٪) قد صوتوا ضد هذه التعديلات. الإصلاحات الدستورية التي تم إقرارها تضمنت وضع قيد على مدد الرئاسة بحد أقصى مدتين لفترة أربع سنوات، وبنود تضمن الإشراف القضائي على الانتخابات، وشرط للرئيس أن يعين نائب واحد على الأقل، وتشكيل لجنة لصياغة دستور جديد بعد الانتخابات البرلمانية، وسهولة أكثر في شروط الترشح للانتخابات الرئاسية — إما عن طريق جمع 30,000 توقيع من 15 محافظة على الأقل، تأييد 30 عضو من أي من مجلسي الهيئة التشريعية (البرلمان) أو عن طريق ترشيح حزب حاصل على مقعد واحد على الأقل في البرلمان. وتم تأجيل قضية الحد من الصلاحيات الرئاسية إلى ما بعد الانتخابات كجزء من عملية صياغة الدستور الجديد. وتضمنت تلك التعديلات أيضاً إقرار عقد الانتخابات البرلمانية في غضون ستة أشهر من تاريخ إقرار تلك التعديلات تقوم خلالها مجموعات العمل بإنشاء أحزاب سياسية جديدة، وعمل حملات للمرشحين وتشجيع الحضور بين أنصارهم..
وقد اعترف كلا الجانبين بأن تلك الإصلاحات تزيد من الضمانات الديمقراطية، لكن المعارضين قالوا أن الإصلاحات لم تبتعد عن الدستور الأصلى بما فيه الكفاية وأن الانتخابات إذا أجريت في وقت قريب جداً يمكن أن تنتهى في صالح جماعة الإخوان المسلمين جيدة التنظيم وأعضاء الحزب الحاكم السابق، الحزب الوطني الديمقراطي[ ؟ ] الذي كان يرأسه حسني مبارك. أما المؤيدون للتعديلات فقد نوهوا عن قلقهم من أن الانتظار طويلاً يمكن أن يزيد من فرص استعادة المؤسسة العسكرية للسلطة أو حدوث عدم استقرار في البلاد قبل الانتخابات.

## خلفية

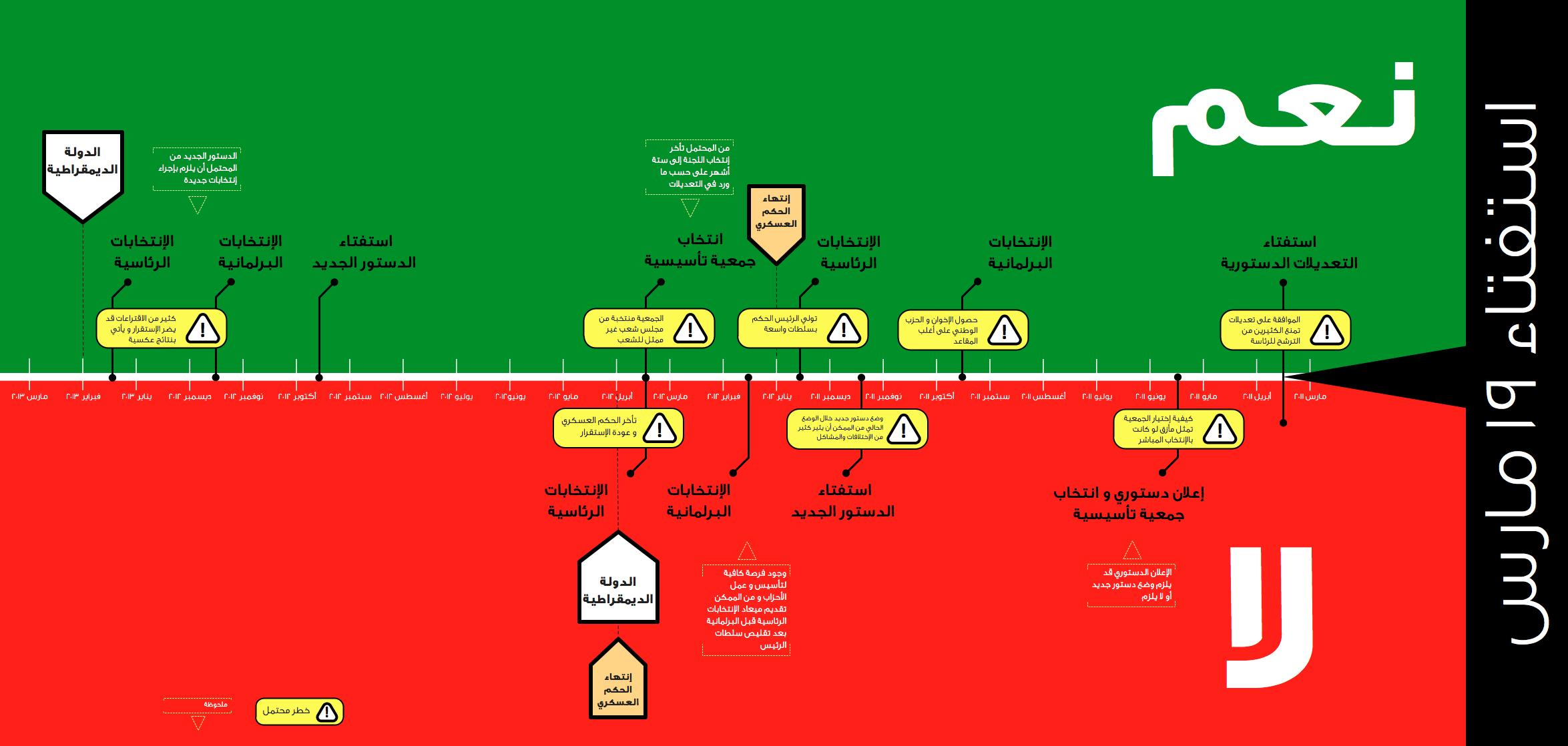

كان المجلس الأعلى للقوات المسلحة فد تولى إدارة شئون البلاد بعد تنحي مبارك عن الحكم في 11 فبراير 2011. فقام المجلس العسكري بعد يومين من تاريخ التنحى، في 13 فبراير، بتعليق العمل بالدستور السابق. وقد نظم المجلس لجنة من القانونيين لصياغة التعديلات المقترحة على الدستور لتمهيد الطريق لاجراء انتخابات برلمانية ورئاسية جديدة.
إذا كان الاستفتاء قد أسفر عن تصويت ب "لا"، لكان أُلغى العمل بدستور 1971 وكان سيقرر وضع دستور جديد قبل الانتخابات، وهو ما كان يرجح أن تمتد الفترة الانتقالية حتى الانتخابات المقررة عام 2012.

## التعديلات

### مادة 75: شروط الترشح لرئاسة الجمهورية

#### النص قبل التعديل

نموذج لبطاقة الاستفتاء علي الدستور المصري

يشترط فيمن ينتخب رئيسا للجمهورية أن يكون مصريا من أبوين مصريين وأن يكون متمتعا بالحقوق المدنية والسياسية وألا تقل سنه عن أربعين سنة ميلادية.

#### النص بعد التعديل
يشترط فيمن ينتخب رئيسا للجمهورية أن يكون مصرياً من أبوين مصريين وأن يكون متمتعاً بحقوقه المدنية والسياسية وألا يكون قد حمل أو أي من والديه جنسية دولة أخرى وألا يكون متزوجاً من غير مصري وألا تقل سنه عن أربعين سنة ميلادية.

#### نقاط الاختلاف
اهتم النص بعد التعديل بالشروط الواجب توافرها في المرشح لمنصب رئاسة الجمهورية بتحديد شروط تسري على المرشحين وقد يفسر النص على جواز ترشح المرأة لرئاسة الجمهورية لاستخدامه لفظ مصري على العموم وليس مصرية بالنسبة للزوجة وكذا تضمن عدم التأثير على شخص المرشح بأي تيار سياسي خارجي أو خارجي وضمان إخلاصه وولائه للوطن المصري الذي يحمل جنسيته فقط هو وزوجه وأصوله.

### مادة 76: أسلوب الترشح لرئاسة الجمهورية

#### النص قبل التعديل
ينتخب رئيس الجمهورية عن طريق الاقتراع السري العام المباشر ويلزم لقبول الترشيح لرئاسة الجمهورية أن يؤيد المتقدم للترشيح مائتان وخمسون عضوا على الأقل من الأعضاء المنتخبين لمجلسي الشعب والشورى والمجالس الشعبية المحلية للمحافظات على ألا يقل عدد المؤيدين عن خمسة وستين من أعضاء مجلس الشعب وخمسة وعشرين من أعضاء مجلس الشورى وعشرة أعضاء من كل مجلس شعبي محلي للمحافظة من أربع عشرة محافظة على الأقل ويزداد عدد المؤيدين للترشيح من أعضاء كل من مجلسي الشعب والشورى ومن أعضاء المجالس الشعبية للمحافظات بما يعادل نسبة ما يطرأ من زيادة على عدد أعضاء أي من هذه المجالس وفي جميع الأحوال لا يجوز أن يكون التأييد لأكثر من مرشح وينظم القانون الإجراءات الخاصة بذلك كله
و لكل حزب من الأحزاب السياسية التي مضى على تأسيسها خمسة أعوام متصلة على الأقل قبل إعلان فتح باب الترشيح واستمرت طوال هذه المدة في ممارسة نشاطها مع حصول أعضائها في آخر انتخابات على نسبة 3% على الأقل من مجموع مقاعد المنتخبين في مجلسي الشعب والشورى أو ما يساوي ذلك في أحد المجلسين أن ترشح لرئاسة الجمهورية أحد أعضاء هيئته العليا وفقا لنظامه الأساسي متى مضت على عضويته في هذه الهيئة سنة متصلة على الأقل
و استثناء من حكم الفقرة السابقة يجوز لكل حزب من الأحزاب السياسية المشار إليها التي حصل أعضاؤها بالانتخاب على مقعد على الأقل في أي من المجلسين في آخر انتخابات أن يرشح في أي انتخابات رئاسية تجري خلال عشر سنوات اعتبارا من أول يوليو 2007 أحد أعضاء هيئته العليا وفقا لنظامه الأساسي متى مضت على عضويته في هذه الهيئة سنة متصلة على الأقل ويقدم طلبات الترشيح إلى لجنة تسمى (لجنة الانتخابات الرئاسية) تتمتع بالاستقلال وتشكل من رئيس المحكمة الدستورية العليا وعضوية كل من رئيس محكمة استئناف القاهرة وأقدم نواب رئيس المحكمة الدستورية العليا وأقدم نواب رئيس محكمة النقض وأقدم نواب رئيس مجلس الدولة وخمسة من الشخصيات العامة المشهود لها بالحياد يختار ثلاثة منهم مجلس الشعب ويختار الاثنين الآخرين مجلس الشورى وذلك بناء على اقتراح مكتب كل من المجلسين وذلك لمدة خمسة سنوات ويحدد القانون من يحل محل رئيس اللجنة أو أي من أعضائها في حالة وجود مانع لديه وتختص هذه اللجنة دون غيرها بما يلي:
- إعلان فتح باب الترشيح والإشراف على إجراءاته وإعلان القائمة النهائية للمرشحين
- الإشراف العام على إجراءات الاقتراح والفرز
- إعلان نتيجة الانتخاب
- الفصل في كافة التظلمات والطعون وفي جميع المسائل المتعلقة باختصاصها بما في ذلك تنازع الاختصاص
- وضع لائحة لتنظيم أسلوب عملها وكيفية ممارسة اختصاصها

وتصدر قراراتها بأغلبية سبعة من أعضائها على الأقل وتكون قراراتها نهائية ونافذة بذاتها غير قابلة للطعن عليها بأي طريق وأمام أي جهة كما لا يجوز التعرض لقراراتها بالتأويل أو يوقف التنفيذ ويحدد القانون المنظم للانتخابات الرئاسية الاختصاصات الأخرى للجنة كما يحدد القانون القواعد المنظمة لترشيح من يخلو مكانه من أحد المرشحين لأي سبب غير التنازل عن الترشيح في الفترة بين بدء الترشيح وقبل انتهاء الاقتراع ويجري الاقتراع في يوم واحد وتشكل لجنة الانتخابات الرئاسية اللجان التي تتولى مراحل العملية الانتخابية والفرز على أن تقوم بالإشراف عليها لجان عامة تشكلها اللجنة من أعضاء الهيئات القضائية وذلك كله وفقا للقواعد والإجراءات التي تحددها اللجنة ويعلن انتخاب رئيس الجمهورية بحصول المرشح على الأغلبية المطلقة لعدد الأصوات الصحيحة فإذا لم يحصل أي من المرشحين على هذه الأغلبية أعيد الانتخاب بعد سبعة أيام على الأقل بين المرشحين الذين حصلا على أكبر عدد من الأصوات فإذا تساوى مع ثانيهما غيره في عدد الأصوات الصحيحة اشترك في انتخابات الإعادة وفي هذه الحالة يعلن فوز من يحصل على أكبر عدد من الأصوات الصحيحة
و يتم الاقتراع لانتخاب رئيس الجمهورية حتى ولو تقدم للترشيح مرشح واحد أو لم يبق سواه بسبب تنازل باقي المرشحين أو لعدم ترشيح أحد غير من خلا مكانه وفي هذه الحالة يعلن فوز المرشح الحاصل على الأغلبية المطلقة لعدد من أدلوا بأصواتهم الصحيحة وينظم القانون ما يتبع في حالة عدم حصول المرشح على هذه الأغلبية ويعرض رئيس الجمهورية مشروع القانون المنظم للانتخابات الرئاسية على المحكمة الدستورية العليا بعد إقراره من مجلس الشعب وقبل إصداره لتقرير مدى مطابقته للدستور وتصدر المحكمة قرارها في هذا الشأن خلال خمسة عشر يوما من تاريخ عرض الأمر عليها فإذا قررت المحكمة عدم دستورية نص أو أكثر من نصوص المشروع رده رئيس الجمهورية إلى مجلس الشعب لإعمال مقتضى هذا القرار وفي جميع الأحوال يكون قرار المحكمة ملزما للكافة ولجميع سلطات الدولة وينشر في الجريدة الرسمية خلال ثلاثة أيام من تاريخ صدوره

#### النص بعد التعديل
ينتخب رئيس الجمهورية عن طريق الاقتراع السري العام المباشر ويلزم لقبول الترشيح لرئاسة الجمهورية أن يؤيد المتقدم ثلاثون عضوا على الأقل من الأعضاء المنتخبين لمجلسي الشعب أو الشورى أو أن يحصل المرشح على تأييد ما لا يقل عن ثلاثين ألف مواطن ممن لهم حق الانتخاب في خمس عشرة محافظة على الأقل بحيث لا يقل عدد المؤيدين في أي من تلك المحافظات عن ألف مؤيد وفي جميع الأحوال لا يجوز أن يكون التأييد لأكثر من مرشح وينظم القانون الإجراءات الخاصة بذلك كله
و لكل حزب من الأحزاب السياسية التي حصل أعضاؤها على مقعد على الأقل بطريق الانتخاب في أي من مجلسي الشعب والشورى في آخر انتخابات أن يرشح أحد أعضائه لرئاسة الجمهورية وتتولى لجنة قضائية عليا تسمى (لجنة الانتخابات الرئاسية) الإشراف على انتخابات رئيس الجمهورية بدءا من الإعلان عن فتح باب الترشيح وحتى إعلان نتيجة الانتخاب وتشكل اللجنة من رئيس المحكمة الدستورية العليا رئيسا وعضوية كل من رئيس محكمة استئناف القاهرة وأقدم نواب رئيس المحكمة الدستورية العليا وأقدم نواب رئيس محكمة النقض وأقدم نواب رئيس مجلس الدولة
و تكون قرارات اللجنة نهائية ونافذة بذاتها غير قابلة للطعن عليها بأي طريق وأمام أية جهة كما لا يجوز التعرض لقراراتها بوقف التنفيذ أو الإلغاء كما تفصل اللجنة في اختصاصاتها ويحدد القانون الاختصاصات الأخرى للجنة وتشكل لجنة الانتخابات الرئاسية اللجان التي تتولى الإشراف على الاقتراع والفرز على النحو المبين في المادة 88 ويعرض مشروع القانون المنظم للانتخابات الرئاسية على المحكمة الدستورية العليا قبل إصداره لتقرير مدى مطابقته للدستور وتصدر المحكمة الدستورية العليا قرارها في هذا الشأن خلال خمسة عشر يوما من تاريخ عرض الأمر عليها فإذا قررت المحكمة عدم دستورية نص أو أكثر وجب إعمال مقتضى قرارها عند إصدار القانون وفي جميع الأحوال يكون قرار المحكمة ملزما للكافة ولجميع سلطات الدولة وينشر في الجريدة الرسمية خلال ثلاثة أيام من تاريخ صدوره

#### نقاط الاختلاف
راعى النص بعد التعديل تفادي العيب الدستوري البين في المادة قبل التعديل وهو طول المادة حيث تعتبر من أطول مواد الدساتير في العالم على خلاف الطبيعة الشكلية للمواد والقواعد والمبادئ الدستورية.
و كذا جاء التعديل موضوعيا في تخفيف وطأة الشروط الموضوعة بالنسبة لإجراءات تأييد والموافقة على المرشح للرئاسة وقصرها على أحزاب معينة تستوفي نسبة تشكيل معين بالبرلمان أو بالمجالس الشعبية المحلية (ثلاثون عضوا بدلا من مائتين وخمسين) واشتراط مدد معينة لممارسة بعض الأحزاب لنشاطها حتى تتمكن من ترشيح أحد أعضاء هيئتها العليا فقط وإنما السماح لأي من أعضاء الحزب للترشح للرئاسة طالما تمتع الحزب بأحد مقاعد البرلمان دون نسبة تمثيل معينة.
فضلا عن أن التعديل قد استحدث فكرة التأييد الشعبي للمرشح المستقل لرئاسة الجمهورية مع مراعاة تعددية تأييده واتساع شعبيته في أكثر من محافظة وبعدد معين من الأفراد في كل محافظة.
كما أسبغ التعديل على اللجنة العليا التي تشرف على الانتخابات الرئاسية صفة القضائية بقصر عضويتها على رئاسات الهيئات القضائية وإلغاء عضوية الشخصيات العامة بها في حين أبقى التعديل على فكرة رقابة المحكمة الدستورية العليا السابقة على مشروع قانون انتخابات الرئاسة قبل إصداره بالمخالفة لمبدأ الرقابة اللاحقة الأصلي بالنسبة للمحكمة الدستورية العليا وكذا أحالت المادة بعد التعديل إجراءات انتخابات الرئاسة للقانون المنظم لهذه الانتخابات.

### مادة 77: فترة ولاية الرئيس والتجديد

#### النص قبل التعديل
مدة الرئاسة ست سنوات ميلادية تبدأ من تاريخ إعلان نتيجة الاستفتاء ويجوز إعادة انتخاب رئيس الجمهورية لمدد أخرى.

#### النص بعد التعديل
مدة الرئاسة أربع سنوات ميلادية تبدأ من تاريخ إعلان نتيجة الانتخاب ولا يجوز إعادة انتخاب رئيس الجمهورية إلا لمدة واحدة ثانية.

#### نقاط الاختلاف
اختزل التعديل في هذه المادة مدة شغل منصب رئيس الجمهورية من ست سنوات إلى أربع سنوات لا تجدد إلا مرة واحدة فقط على خلاف السماح بالمد دون تحديد مدد معينة كما في النص قبل التعديل مع تعديل المسمى لعملية اختيار رئيس الجمهورية من الاستفتاء إلى الانتخاب.

### مادة 88: الإشراف على الانتخابات التشريعية

#### النص قبل التعديل
يحدد القانون الشروط الواجب توافرها في أعضاء مجلس الشعب ويبين أحكام الانتخاب والاستفتاء ويجري الاقتراع في يوم واحد وتتولى لجنة عليا تتمتع بالاستقلال والحيدة الإشراف على الانتخابات على النحو الذي ينظمه القانون ويبين القانون اختصاصات اللجنة وطريقة تشكيلها وضمانات أعضائها على أن يكون من بين أعضائها أعضاء من هيئات قضائية حاليين وسابقين وتشكل اللجنة اللجان العامة التي تشرف على الانتخابات على مستوى الدوائر الانتخابية واللجان التي تباشر إجراءات الاقتراع ولجان الفرز على أن تشكل اللجان العامة من أعضاء هيئات قضائية وأن يتم الفرز تحت إشراف اللجان العامة وذلك كله وفقا للقواعد والإجراءات التي يحددها القانون.

#### النص بعد التعديل
يحدد القانون الشروط الواجب توافرها في أعضاء مجلس الشعب ويبين أحكام الانتخاب والاستفتاء وتتولى لجنة عليا ذات تشكيل قضائي كامل الإشراف على الانتخاب والاستفتاء بدءا من القيد بجداول الانتخاب وحتى إعلان النتيجة وذلك كله على النحو الذي بينه القانون ويجري الاقتراع والفرز تحت إشراف أعضاء من هيئات قضائية ترشحهم جالسها العليا ويصدر باختيارهم قرار من اللجنة العليا.

#### نقاط الاختلاف
أبقى التعديل في هذه المادة تحديد القانون لشروط أعضاء مجلس الشعب وقرر تشكيل لجنة عليا ذات اختصاص قضائي كامل يشرف على أي من عمليات الانتخاب أو الاستفتاء في جميع المراحل حتى إعلان النتيجة وأن يتم الاقتراع تحت إشراف مباشر لأعضاء هيئات قضائية وليس تحت إشراف عام للجنة الفرز العامة ضمان لنزاهة العملية الانتخابية في جميع مراحلها خاصة مرحلة التصويت أو الاقتراع.

### مادة 93: الفصل في صحة عضوية نواب مجلس الشعب

#### النص قبل التعديل
يختص المجلس بالفصل في صحة عضوية أعضائه وتختص محكمة النقض بالتحقيق في صحة الطعون المقدمة إلى المجلس بعد إحالتها إليها من رئيسه ويجب إحالة الطعن إلى محكمة النقض خلال خمسة عشر يوما من تاريخ علم المجلس به ويجب الانتهاء من التحقيق خلال تسعين يوما من تاريخ إحالته إلى محكمة النقض وتعرض نتيجة التحقيق والرأي الذي انتهت إليه المحكمة على المجلس للفصل في صحة الطعن خلال ستين يوما من تاريخ عرض نتيجة التحقيق على المجلس ولا تعتبر العضوية باطلة إلا بقرار يصدر بأغلبية ثلثي أعضاء المجلس.

#### النص بعد التعديل
تختص محكمة النقض بالفصل في صحة عضوية أعضاء مجلس الشعب وتقدم الطعون إلى المحكمة خلال مدة لا تتجاوز ثلاثين يوما من تاريخ إعلان نتيجة الانتخاب وتفصل المحكمة في الطعن خلال تسعين يوما من تاريخ وروده إليها. وتعتبر العضوية باطلة من تاريخ إبلاغ مجلس الشعب بقرار المحكمة.

#### نقاط الاختلاف
أسفر التعديل في هذه المادة عن فارق حقيقي بشأن الفصل في صحة عضوية أعضاء البرلمان والذي كان مقرر للمجلس ذاته إلا أن التعديل قد أولى لمحكمة النقض وهو اختصاص أصيل لها يتم تفعيله وتأكيده تحقيقاً وفصلاً بعد إعلان نتيجة الانتخاب خلال مدد معينة مرتباً أثر إسقاط العضوية بمجرد تقرير محكمة النقض ذلك وإبلاغ مجلس الشعب مقوضا بذلك المبدأ الذي استقر في تاريخ البرلمان المصري بأن مجلس الشعب (سيد قراره)

### مادة 139: تعيين نائب لرئيس الجمهورية

#### النص قبل التعديل
لرئيس الجمهورية أن يعين نائبا له أو أكثر ويحدد اختصاصهم ويعفيهم من مناصبهم وتسري القواعد المنظمة لمساءلة رئيس الجمهورية على نواب رئيس الجمهورية.

#### النص بعد التعديل
يعين رئيس الجمهورية خلال ستين يوما على الأكثر من مباشرته مهام منصبه نائبا له أو أكثر ويحدد اختصاصاته فإذا اقتضت الحال إعفاءه من منصبه وجب أن يعين غيره وتسري الشروط الواجب توافرها في رئيس الجمهورية والقواعد المنظمة لمساءلته على نواب رئيس الجمهورية.

#### نقاط الاختلاف
شدد التعديل على خلاف النص السابق على التحول من جوازية إلى وجوبية اختيار نائب أو أكثر لرئيس الجمهورية خلال ستين يوما من اختيار رئيس الجمهورية تنطبق عليه ذات الشروط المطلوبة لشغل منصب الرئاسة تأكيدا على متطلبات الولاء والانتماء في أداء هذه الوظائف الرئاسية.

### مادة 148: إعلان حالة الطوارئ

#### النص قبل التعديل
يعلن رئيس الجمهورية حالة الطوارئ على الوجه المبين في القانون ويجب عرض هذا الإعلان على مجلس الشعب خلال خمسة عشر يوما التالية ليقرر ما يراه بشأنه وإذا كان مجلس الشعب منحلا يعرض الأمر على المجلس الجديد في أول اجتماع له وفي جميع الأحوال يكون إعلان حالة الطوارئ لمدة محدودة ولا يجوز مدها إلا بموافقة مجلس الشعب.

#### النص بعد التعديل
يعلن رئيس الجمهورية حالة الطوارئ على الوجه المبين في القانون ويجب عرض هذا الإعلان على مجلس الشعب خلال السبعة أيام التالية ليقرر ما يراه بشأنه فإذا تم الإعلان في غير دور الانعقاد وجبت دعوة المجلس للانعقاد فورا للعرض عليه وذلك بمراعاة الميعاد المنصوص عليه في الفقرة السابقة وإذا كان مجلس الشعب منحلا يعرض الأمر على المجلس الجديد في أول اجتماع له ويجب موافقة أغلبية أعضاء مجلس الشعب على إعلان حالة الطوارئ وفي جميع الأحوال يكون إعلان حالة الطوارئ لمدة محدودة لا تتجاوز ستة أشهر ولا يجوز مدها إلا بعد استفتاء الشعب وموافقته على ذلك.

#### نقاط الاختلاف
جاء التعديل في هذه المادة مع إطالة في حجم المادة إشارة إلى خطورة الموضوع الذي تناقشه من حيث إعلان حالة الطوارئ حيث يتضح من النص بعد التعديل أنها حالة استثنائية في البلاد يجب تحديد فترات إعلانها وإنهائها على وجه السرعة حيث يكون إعلانها لفترة ستة أشهر ولا يجوز مدها إلا بعد استفتاء الشعب على ذلك وأن يكون إعلانها ابتداء بعد العرض على مجلس الشعب خلال سبعة أيام عن طريق رئيس الجمهورية وموافقة أغلبية أعضاء مجلس الشعب على إعلان حالة الطوارئ.

### مادة 179: مكافحة الإرهاب

#### النص قبل التعديل
تعمل الدولة على حماية الأمن والنظام العام في مواجهة أخطار الإرهاب وينظم القانون أحكاما خاصة بإجراءات الاستدلال والتحقيق التي تقتضيها ضرورة مواجهة هذه الأخطار وبحيث لا يحول الإجراء المنصوص عليه في كل من الفقرة الأولى من المادة 41 والمادة 44 والفقرة الثانية من المادة 45 من الدستور دون تلك المواجهة وذلك كله تحت رقابة القضاء ولرئيس الجمهورية أن يحيل أية جريمة من جرائم الإرهاب إلى أية جهة قضاء منصوص عليها في الدستور أو القانون.

#### النص بعد التعديل
تم إلغاء النص.

#### نقاط الاختلاف
جاء التعديل في هذا النص بالإلغاء تأكيدا على أن ما جاء بالمادة قبل التعديل من تدابير ما هو إلا تكتل لبعض السلطات غير الاستثنائية لرئيس الجمهورية بما قد يؤذي ما تقرر للشعب من حقوق وحريات ومقومات للمجتمع مما قد يؤدي في بعض الأحيان إلى أن يحاكم الفرد أمام قاض غير قاضيه الطبيعي وأمام محاكم استثنائية يختارها رئي الجمهورية في جرائم يحددها بنفسه وحماية للحقوق والحريات كان النص جديرا بالإلغاء.

### مادة 189: أحكام عامة وانتقالية

#### النص قبل التعديل
لكل من رئيس الجمهورية ومجلس الشعب طلب تعديل مادة أو أكثر من مواد الدستور ويجب أن يذكر في طلب التعديل المواد المطلوب تعديلها والأسباب الداعية إلى هذه التعديل فإذا كان الطلب صادرا من مجلس الشعب وجب أن يكون موقعا من ثلث أعضاء المجلس على الأقل وفي جميع الأحوال يناقش المجلس مبدأ التعديل ويصدر قراره في شأنه بأغلبية أعضائه فإذا رفض الطلب لا يجوز إعادة طلب تعديل المواد ذاتها قبل مضي سنة على هذا الرفض وإذا وافق مجلس الشعب على مبدأ التعديل يناقش بعد شهرين من تاريخ الموافقة المواد المطلوب تعديلها فإذا وافق على التعديل ثلث أعضاء المجلس عرض على الشعب لاستفتائه في شأنه فإذا ووفق على التعديل اعتبر نافذا من تاريخ إعلان نتيجة الاستفتاء.

#### النص بعد التعديل
لكل من رئيس الجمهورية ومجلس الشعب طلب تعديل مادة أو أكثر من مواد الدستور ويجب أن يذكر في طلب التعديل المواد المطلوب تعديلها والأسباب الداعية إلى هذه التعديل فإذا كان الطلب صادرا من مجلس الشعب وجب أن يكون موقعا من ثلث أعضاء المجلس على الأقل وفي جميع الأحوال يناقش المجلس مبدأ التعديل ويصدر قراره في شأنه بأغلبية أعضائه فإذا رفض الطلب لا يجوز إعادة طلب تعديل المواد ذاتها قبل مضي سنة على هذا الرفض وإذا وافق مجلس الشعب على مبدأ التعديل يناقش بعد شهرين من تاريخ الموافقة المواد المطلوب تعديلها فإذا وافق على التعديل ثلث أعضاء المجلس عرض على الشعب لاستفتائه في شأنه فإذا ووفق على التعديل اعتبر نافذا من تاريخ إعلان نتيجة الاستفتاء
و لكل من رئيس الجمهورية وبعد موافقة مجلس الوزراء ونصف أعضاء مجلسي الشعب والشورى طلب إصدار دستور جديد وتتولى جمعية تأسيسية من مائة عضو ينتخبهم أغلبية أعضاء المجلسين غير المعينين في اجتماع مشترك إعداد مشروع الدستور في موعد غايته ستة أشهر من تاريخ تشكيلها ويعرض رئيس الجمهورية المشروع خلال خمس عشرة يوما من إعداده على الشعب لاستفتائه في شانه ويعمل بالدستور من تاريخ إعلان موافقة الشعب عليه في الاستفتاء.

#### نقاط الاختلاف
جاء التعديل في هذه المادة بالإضافة وتوسيع قاعدة الاقتراحات الدستورية من رئيس الجمهورية أو نصف أعضاء مجلسي الشعب والشورى لتشمل الاقتراح بإقرار دستور جديد وليس فقط تعديل الدستور كما كان النص قبل التعديل وأشرك في ذلك موافقة مجلس الوزراء لأهمية الأمر وحدد لجنة لإقرار مشروع الدستور من مائة عضو منتخب من أعضاء مجلسي البرلمان غير المعينين على أن يوضع مشروع الدستور خلال ستة أشهر ثم يتم الاستفتاء عليه من الشعب.

### مادة 189 مكرراً ومادة 189 مكرراً (1): أحكام عامة وانتقالية

#### النص قبل التعديل
النص مضاف ولم يكن موجودا قبل التعديل.

#### النص بعد التعديل
يجتمع الأعضاء غير المعينين لأول مجلسي شعب وشورى تاليين لإعلان نتيجة الاستفتاء على تعديل الدستور لاختيار الجمعية التأسيسية المنوط بها إعداد مشروع الدستور الجديد خلال ستة أشهر من انتخابهم وذلك كله وفقا لأحكام الفقرة الأخيرة من المادة 189.

#### نقاط الاختلاف
جاء النص بصيغة الإضافة لاقتراح لمبدأ دستوري هام وملح لضبط الحياة الدستورية في البلاد ووجوب إقرار مشروع دستور جديد بعد ما تم من ثورات وإسقاط للنظام الحاكم وتعطيل أحكام الدستور الذي كان يعمل ذلك النظام في ظله على أن يتم بعد الاستفتاء على التعديلات الدستورية انتخابات برلمانية ويجتمع الأعضاء المنتخبون من مجلسي الشعب والشورى لانتخاب أعضاء الجمعية التأسيسية لإعداد مشروع الدستور الجديد خلال ستة أشهر وفقا للتعديل في المادة السابقة.

### المادة 189 مكرراً 1

#### النص قبل التعديل
النص مضاف ولم يكن موجودا قبل التعديل.

#### النص بعد التعديل
يمارس أول مجلس شورى بعد إعلان نتيجة الاستفتاء على تعديل الدستور بأعضائه المنتخبين اختصاصاته ويتولى رئيس الجمهورية فور انتخابه استكمال تشكيل المجلس بتعيين ثلث أعضائه ويكون تعيين هؤلاء لاستكمال المدة الباقية للمجلس على النحو المبين بالقانون.

#### نقاط الاختلاف
جاء النص المعدل بالإضافة كاشفا عن ترتيب دستوري تتطلبه المرحلة الحالية في البلاد بأن تسبق الانتخابات الرئاسية انتخابات البرلمان بمجلسيه ولما كان العمل في مجلس الشورى وهو أحد ركني البرلمان المصري يختلف عن مجلس الشعب حيث يعين رئيس الجمهورية ثلث أعضائه لذلك ولحين إجراء الانتخابات الرئاسية بعد الانتخابات البرلمانية يمارس الأعضاء المنتخبون بمجلس الشورى أعمال المجلس لحين اختيار رئيس الجمهورية وقيامه بتعيين أعضاء مجلس الشورى الباقين واستكمال أعضاء مجلس الشورى ومدة انعقاده وفقاً للقانون.

## نتيجة الاستفتاء

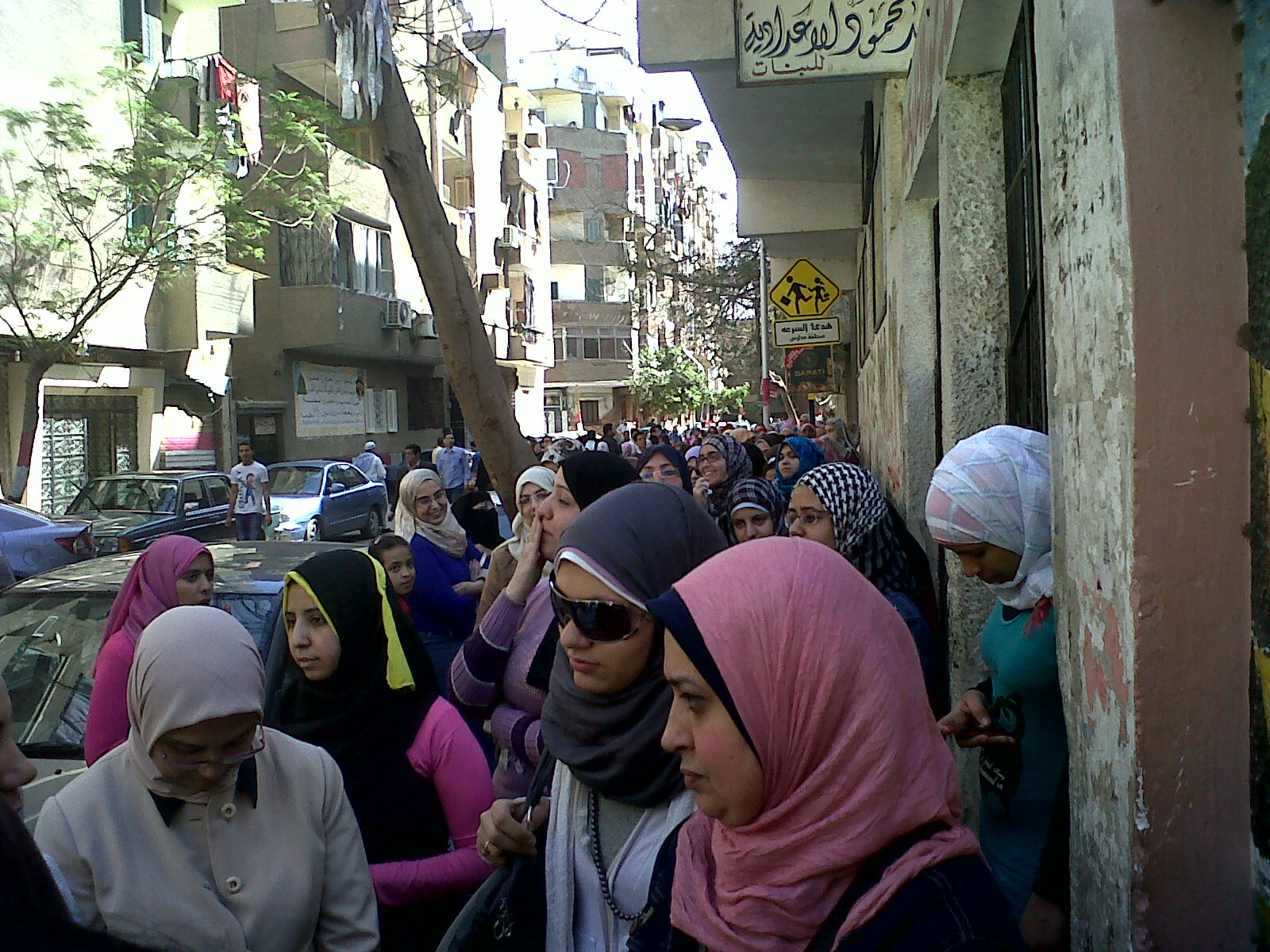

أعلنت اللجنة العليا للانتخابات في يوم 20 مارس 2011:
- عدد المشاركين في الاستفتاء على التعديلات الدستورية 18,537,954 بنسبة 41.2% ممن تنطبق عليهم شروط التصويت.
- عدد من قالوا نعم 14,192,577 بنسبة 77.2%.
- عدد من قالوا لا 4,174,187 بنسبة 22.8%.
- عدد الأصوات الباطلة 171,190.

بعد إعلان نتيجة الاستفتاء بالموافقة، أعلن المجلس الأعلي للقوات المسلحة عن اعتزامه إصدار إعلان دستوري ينظم العمل في المرحلة الانتقالية حتي انتخاب رئيس وبرلمان جديدين، وقد أصدر الإعلان الدستوري في 30 مارس 2011.

## حوادث وشبهات الاستفتاء
- تعرض د/محمد البرادعي أثناء إدلاؤه بصوته بدائرة في المقطم[ ؟ ] للتعدى عليه وقذف بالحجارة وغادر دون تصويت.[12]
- بعض الدوائر لم يكن بها قضاة فأوقفت القوات المسلحة التصويت بها حتى حضر القضاة على سبيل المثال بعض دوائر محافظة قنا.
- بعض أوراق الاستفتاء لم تكن مختومة بختم اللجنة الفرعية فتم استبدال الختم بتوقيع القاضي المشرف.
- نقص في الحبر الفسفوري وأوراق الاستفتاء نظراً لتوافد أعداد غير متوقعة على اللجان وتم طبع أعداد كبيرة إضافية وإرسالها إلى اللجان مع الحبر.
- بعض الدعاية أمام أبواب اللجان من المؤيدين للموافقة أو الرفض.